# Tiszaszentimre
Tiszaszentimre è un comune dell'Ungheria di 2.095 abitanti (dati 2015). È situato nella contea di Jász-Nagykun-Szolnok.